# Liste des représentants des États-Unis pour le Colorado
Depuis le recensement de 2020, le Colorado dispose de 8 élus à la Chambre des représentants des États-Unis, ce nombre est effectif aux élections de 2022.

## Délégation au119econgrès (2025-2027)
| District et Nom | District et Nom | District et Nom                                                                                   | Dates du mandat                             | Notes       |
| --------------- | --------------- | ------------------------------------------------------------------------------------------------- | ------------------------------------------- | ----------- |
| 1er district    | Diana DeGette   | Photograph of Diana DeGette, the current U.S. representative for the 1st district of Colorado     | 3 janvier 1997 (28 ans, 2 mois et 20 jours) | Démocrate   |
| 2e district     | Joe Neguse      | Photograph of Joe Neguse, the current U.S. representative for the 2nd district of Colorado        | 3 janvier 2019 (6 ans, 2 mois et 20 jours)  | Démocrate   |
| 3e district     | Jeff Hurd       | Photograph of Jeff Hurd, the current U.S. representative for the 3rd district of Colorado         | 3 janvier 2025 (2 mois et 20 jours)         | Républicain |
| 4e district     | Lauren Boebert  | Photograph of Lauren Boebert, the current U.S. representative for the 4th district of Colorado    | 3 janvier 2021 (4 ans, 2 mois et 20 jours)  | Républicain |
| 5e district     | Jeff Crank      | Photograph of Jeff Crank, the current U.S. representative for the 5th district of Colorado        | 3 janvier 2025 (2 mois et 20 jours)         | Républicain |
| 6e district     | Jason Crow      | Photograph of Jason Crow, the current U.S. representative for the 6th district of Colorado        | 3 janvier 2019 (6 ans, 2 mois et 20 jours)  | Démocrate   |
| 7e district     | Ed Perlmutter   | Photograph of Brittany Petersen, the current U.S. representative for the 7th district of Colorado | 3 janvier 2023 (2 ans, 2 mois et 20 jours)  | Démocrate   |
| 8e district     | Gabe Evans      | Photograph of Gabe Evans, the current U.S. representative for the 8th district of Colorado        | 3 janvier 2025 (2 mois et 20 jours)         | Républicain |

### Démographie

#### Parti politique
- quatre démocrates
- quatre républicains

#### Sexe
- cinq hommes (trois démocrates et deux républicains)
- trois femmes (deux démocrate et une républicaine)

#### Ethnicités
- sept Blancs
- un Afro-Américain

#### par âge
- De 30 à 40 ans : 3
- De 50 à 60 ans : 1
- De 60 à 70 ans : 3

#### par religion
- Presbytérianisme : un
- Christianisme non confessionnel : cinq
- Évangélisme : un

## Délégations historiques

### Délégués du territoire du Colorado
| Congrès                 | Délégué |
| ----------------------- | ------- |
| 37e congrès (1861-1863) |         |
| 38e congrès (1863-1865) |         |
| 39e congrès (1865-1867) |         |
| 40e congrès (1867-1869) |         |
| 41e congrès (1869-1871) |         |
| 42e congrès (1871-1873) |         |
| 43e congrès (1873-1875) |         |
| 44e congrès (1875-1876) |         |

### De 1876 à 1913
| 44e congrès (1876-1877) |              |             |             |
| 45e congrès (1877-1879) |              |             |             |
| 46e congrès (1879-1881) |              |             |             |
| 47e congrès (1881-1883) |              |             |             |
| 48e congrès (1883-1885) |              |             |             |
| 49e congrès (1885-1887) |              |             |             |
| 50e congrès (1887-1889) |              |             |             |
| 51e congrès (1889-1891) |              |             |             |
| 52e congrès (1891-1893) |              |             |             |
| Congrès                 | 1er district | 2e district |             |
| 53e congrès (1893-1895) |              |             |             |
| 54e congrès (1895-1897) |              |             |             |
| 55e congrès (1897-1899) |              |             |             |
| 56e congrès (1899-1901) |              |             |             |
| 57e congrès (1901-1903) |              |             |             |
| Congrès                 | 1er district | 2e district | District AL |
| 58e congrès (1903-1905) |              |             |             |
| 59e congrès (1905-1907) |              |             |             |
| 60e congrès (1907-1909) |              |             |             |
| 61e congrès (1909-1911) |              |             |             |
| 62e congrès (1911-1913) |              |             |             |

### De 1913 à 1973
À partir de 1913, le Colorado élit trois membres de la Chambre des représentants.
| Congrès                 | 1er district | 2e district | District AL 1 | District AL 2 |
| ----------------------- | ------------ | ----------- | ------------- | ------------- |
| 63e congrès (1913-1915) |              |             |               |               |
| Congrès                 | 1er district | 2e district | 3e district   | 4e district   |
| 64e congrès (1915-1917) |              |             |               |               |
| 65e congrès (1917-1919) |              |             |               |               |
| 66e congrès (1919-1921) |              |             |               |               |
| 67e congrès (1921-1923) |              |             |               |               |
| 68e congrès (1923-1925) |              |             |               |               |
| 69e congrès (1925-1927) |              |             |               |               |
| 70e congrès (1927-1929) |              |             |               |               |
| 71e congrès (1929-1931) |              |             |               |               |
| 72e congrès (1931-1933) |              |             |               |               |
| 73e congrès (1933-1935) |              |             |               |               |
| 74e congrès (1935-1937) |              |             |               |               |
| 75e congrès (1937-1939) |              |             |               |               |
| 76e congrès (1939-1941) |              |             |               |               |
| 77e congrès (1941-1943) |              |             |               |               |
| 78e congrès (1943-1945) |              |             |               |               |
| 79e congrès (1945-1947) |              |             |               |               |
| 80e congrès (1947-1949) |              |             |               |               |
| 81e congrès (1949-1951) |              |             |               |               |
| 82e congrès (1951-1953) |              |             |               |               |
| 83e congrès (1953-1955) |              |             |               |               |
| 84e congrès (1955-1957) |              |             |               |               |
| 85e congrès (1957-1959) |              |             |               |               |
| 86e congrès (1959-1961) |              |             |               |               |
| 87e congrès (1961-1963) |              |             |               |               |
| 88e congrès (1963-1965) |              |             |               |               |
| 89e congrès (1965-1967) |              |             |               |               |
| 90e congrès (1967-1969) |              |             |               |               |
| 91e congrès (1969-1971) |              |             |               |               |
| 92e congrès (1971-1973) |              |             |               |               |

### Depuis 1973
Le Colorado gagne un 5e siège de représentant après le recensement de 1970, un 6e après celui de 1980 et un 7e après celui de 2000.
| 93e congrès (1973-1975)  |                   |                 |                        |                      |                      |                  |                   |  |
| 94e congrès (1975-1977)  |                   |                 |                        |                      |                      |                  |                   |  |
| 95e congrès (1977-1979)  |                   |                 |                        |                      |                      |                  |                   |  |
| 96e congrès (1979-1981)  |                   |                 |                        |                      |                      |                  |                   |  |
| 97e congrès (1981-1983)  |                   |                 |                        |                      |                      |                  |                   |  |
| Congrès                  | 1er district      | 2e district     | 3e district            | 4e district          | 5e district          | 6e district      |                   |  |
| 98e congrès (1983-1985)  |                   |                 |                        |                      |                      |                  |                   |  |
| 99e congrès (1985-1987)  |                   |                 |                        |                      |                      |                  |                   |  |
| 100e congrès (1987-1989) |                   |                 |                        |                      |                      |                  |                   |  |
| 101e congrès (1989-1991) |                   |                 |                        |                      |                      |                  |                   |  |
| 102e congrès (1991-1993) |                   |                 |                        |                      |                      |                  |                   |  |
| 103e congrès (1993-1995) |                   |                 |                        |                      |                      |                  |                   |  |
| 104e congrès (1995-1997) |                   |                 |                        |                      |                      |                  |                   |  |
| 105e congrès (1997-1999) |                   |                 |                        |                      |                      |                  |                   |  |
| 106e congrès (1999-2001) |                   |                 |                        |                      |                      |                  |                   |  |
| 107e congrès (2001-2003) |                   |                 |                        |                      |                      |                  |                   |  |
| Congrès                  | 1er district      | 2e district     | 3e district            | 4e district          | 5e district          | 6e district      | 7e district       |  |
| 108e congrès (2003-2005) | Diana DeGette (D) | Mark Udall (D)  | Scott McInnis (en) (R) | Marilyn Musgrave (R) | Joel Hefley (en) (R) | Tom Tancredo (R) | Bob Beauprez (R)  |  |
| 109e congrès (2005-2007) | Diana DeGette (D) | Mark Udall (D)  | John Salazar (D)       | Marilyn Musgrave (R) | Joel Hefley (en) (R) | Tom Tancredo (R) | Bob Beauprez (R)  |  |
| 110e congrès (2007-2009) | Diana DeGette (D) | Mark Udall (D)  | John Salazar (D)       | Marilyn Musgrave (R) | Doug Lamborn (R)     | Tom Tancredo (R) | Ed Perlmutter (D) |  |
| 111e congrès (2009-2011) | Diana DeGette (D) | Jared Polis (D) | John Salazar (D)       | Betsy Markey (D)     | Doug Lamborn (R)     | Mike Coffman (R) | Ed Perlmutter (D) |  |
| 112e congrès (2011-2013) | Diana DeGette (D) | Jared Polis (D) | Scott Tipton (R)       | Cory Gardner (R)     | Doug Lamborn (R)     | Mike Coffman (R) | Ed Perlmutter (D) |  |
| 113e congrès (2013-2015) | Diana DeGette (D) | Jared Polis (D) | Scott Tipton (R)       | Cory Gardner (R)     | Doug Lamborn (R)     | Mike Coffman (R) | Ed Perlmutter (D) |  |
| 114e congrès (2015-2017) | Diana DeGette (D) | Jared Polis (D) | Scott Tipton (R)       | Ken Buck (R)         | Doug Lamborn (R)     | Mike Coffman (R) | Ed Perlmutter (D) |  |
| 115e congrès (2017-2019) | Diana DeGette (D) | Jared Polis (D) | Scott Tipton (R)       | Ken Buck (R)         | Doug Lamborn (R)     | Mike Coffman (R) | Ed Perlmutter (D) |  |
| 116e congrès (2019-2021) | Diana DeGette (D) | Joe Neguse (D)  | Scott Tipton (R)       | Ken Buck (R)         | Doug Lamborn (R)     | Jason Crow (D)   | Ed Perlmutter (D) |  |
| 117e congrès (2021-2023) | Diana DeGette (D) | Joe Neguse (D)  | Lauren Boebert (R)     | Ken Buck (R)         | Doug Lamborn (R)     |                  |                   |  |